# Hněvice (nádraží)
Hněvice jsou železniční stanice poblíž místní části Hněvice města Štětí v okrese Litoměřice ve Ústeckém kraji při řece Labi. Leží na dvoukolejné elektrizované trati Praha–Děčín (3 kV ss).

## Historie
Stanice byla vybudována pod názvem Štětí jakožto součást trati společnosti Severní státní dráha (NStB) spojující Prahu a Drážďany, podle univerzalizované podoby stanic celé železniční stavby. Primárně sloužila k dopravní obsluze města Štětí ležícího na protějším břehu Labe, a také blízké obce Račice; samotné Hněvice leží asi 1 km daleko. 1. června 1850 byl s hněvickým nádražím uveden do provozu celý nový úsek trasy z Prahy do Ústí nad Labem, odkud roku 1851 mohly vlaky pokračovat do Podmokel (Děčína) a na hranici se Saskem. Roku 1854 byla trať privatisována a provozovatelem se stala Rakouská společnost státní dráhy (StEG).
Mezi oběma břehy byla vztyčena pontonová lávka, které se lidově říkalo létací most (německy fliegende Brücke), sloužící až do zahájení regulace labského koryta v roce 1908. Samostatné nádraží ve Štětí pak vzniklo roku 1874 jakožto součást Rakouské severozápadní dráhy (ÖNWB) spojující Vídeň a Berlín, na trati vedoucí podél opačného břehu Labe. Z důvodu odlišení názvů tak byla levobřežní stanice přejmenována podle Hněvic. 
Po StEG v roce 1908 pak obsluhovala stanici jediná společnost, Císařsko-královské státní dráhy (kkStB), po roce 1918 pak správu přebraly Československé státní dráhy. Následně (1924) byl areál nádraží přestavěn a rozšířen, vznikla též nová prostornější nádražní budova. 
Roku 1973 byla kolejiště stanic Hněvice a Štětí propojena kombinovaným železničním a silničním mostem, jehož středem vede vlečka do průmyslového areálu štětských papíren. Tato vlečka není zaústěna do hněvického osobního nádraží, ale do seřazovacího nádraží severně odsud (podél Račic). Propojení do stanice Štětí je pak pouze přes úvrať v areálu papíren.
Elektrický provoz na trati procházející stanicí byl zahájen 1. ledna 1980.

## Popis
Stanicí prochází První železniční koridor, leží na trase 4. Panevropského železničního koridoru. Stanice je upravena na koridorové železniční parametry: spoje mohou stanicí projíždět rychlostí až 160 km/h, je vybavena elektronickým stavědlem ESA 11. Nacházejí se zde tři nekrytá a jedno kryté ostrovní nástupiště s podchodem pro cestující a elektronickým informačním systémem (2019).